# 쑨위시

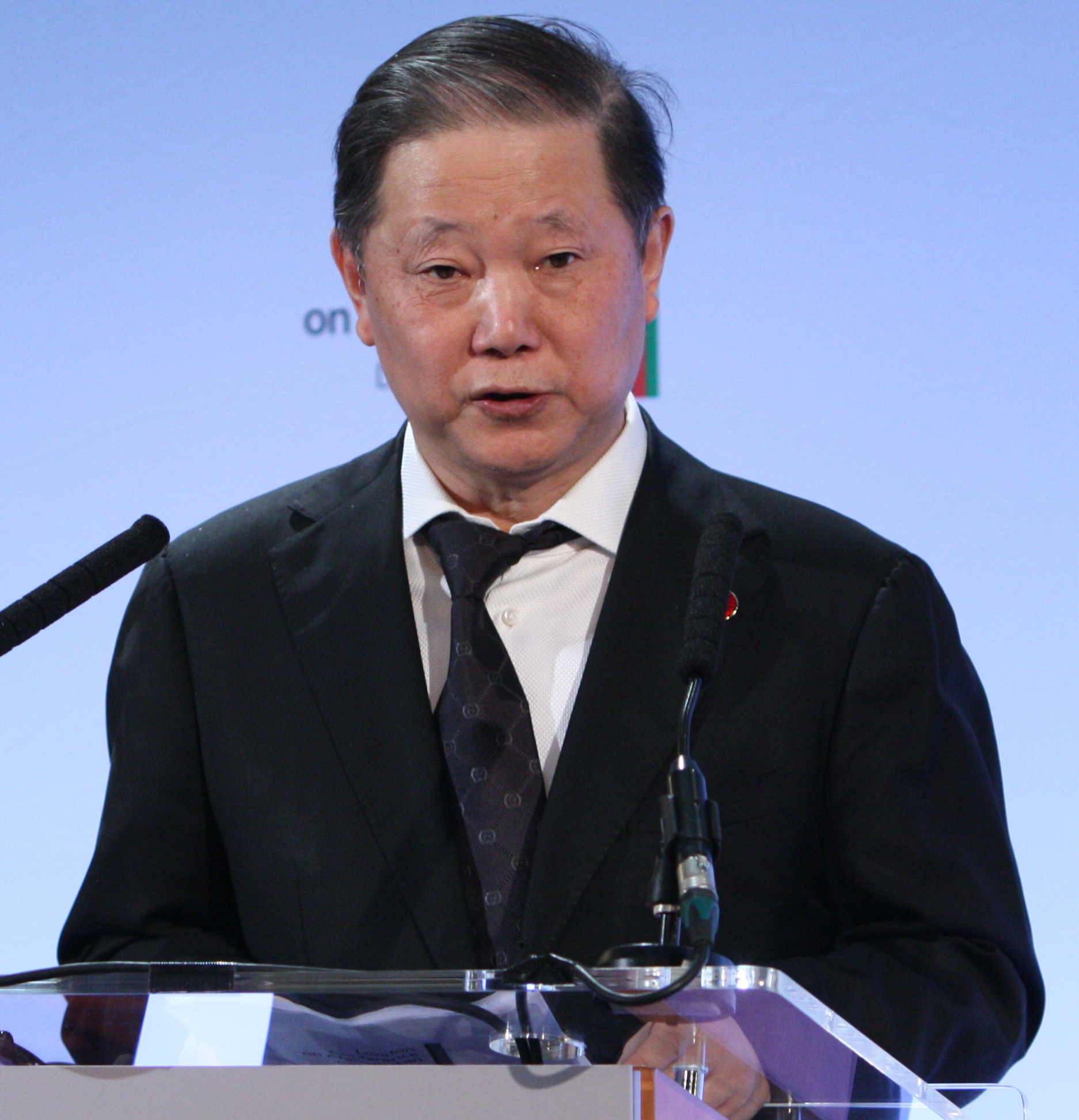
2014년 모습

쑨위시(중국어: 孙玉玺, 병음: Sūn Yùxī, 1951년 10월 ~)는 중국의 외교관이다. 헤이룽장성 하얼빈시에서 태어났다. 베이징 외국어대학과 런던 정치경제대학교를 졸업했다. 아프가니스탄(2002~2005), 인도(2005~2007), 이탈리아(2008~2010), 폴란드(2010~2012) 주재 중화인민공화국 대사를 역임했다. 중화인민공화국 외교부 대변인이자 공보부 부국장을 역임했다.